# Iñaki Otxandorena
Iñaki Otxandorena Eizagirre, llamado Otxandorena, (Mugaire, 16 de mayo de 1977) es un pelotari español de pelota vasca en la modalidad de mano.
Como profesional hizo su debut en el año 1998, desde entonces ha disputado diversos campeonatos de mano parejas y ha triunfado en ferias como las de San Fermín y Zarauz.